# Феодорит (Полізогопулос)
Митрополит Феодоріт (грец. Μητροπολίτης Θεοδώρητος ; у світі Феодорітос Полізогопулос грец. Θεοδώρητος Πολυζωγόπουλος ; (1948 , Афіни )) — єпископ Константинопольського патріархату; митрополит Лаодикійський (з 2018), представник Вселенського престолу в Афінах (з 2022).

## Біографія
Народився в 1948 в Афінах і виріс в районі проспекту Александри.
29 серпня 2018 року обраний митрополитом Лаодикійським.
Рішенням Священного синоду Константинопольського патріархату був призначений представником Вселенського престолу в Афінах.